# Лъжа
Лъжата е съзнателно изречено неистинно твърдение, с цел въвеждане в заблуда на адресата ѝ, или обществото. Когато дадена лъжа е изречена с користни подбуди, и е поддържана от изреклия я̀, тя се трансформира в измама.
Мотивите за изричане на лъжа/и могат да са най-разнообразни, (примерно: с цел да се затаи или прикрие истината, или да се въведе някой/и в заблуда и т.н.).
Човек, който често лъже, се нарича лъжец. Лъжата следва да се различава от заблудата по това, че човекът който лъже, го върши съзнателно, докато онзи който не осъзнава нестинността на изреченото, върши заблуда, поради неинформираност или подвеждаща информация, която ползва, или с която разполага.
По двузначната логика, лъжата е едно от двете възможни състояния, противоположно на истината.
В информатиката лъжата е недостоверна информация. Лъжовни могат да са факти, сведения, данни и т.н. Истината в информатиката е достоверната информация. Недостоверната информация в информатиката може да се дължи на различни причини - от получени несигурни факти или сведения, до недостатъчност и непълнота на подадените данни.

## Видове и форми на лъжата в психологията

### Блъфиране
Блъфирането е претендиране за намерение или наличност на нещо, което всъщност не притежава.

### Голяма лъжа
Голямата лъжа е опитът да се измами жертвата в това, да повярва на нещо голямо, което всъщност противоречи на информацията, която жертвата вече има, или на здравия разум.

### Изфабрикуване
Изфабрикуването е тип лъжа, която е представена като истинно твърдение, без да се знае със сигурност дали нещо е вярно.

## В религиите

### В будизма
Казването на лъжи е забранено от Петте свещени заповеди, фундаменталните етични правила за всички будисти.

### В исляма
В Корана се казва, че Бог знае тайните на сърцата на хората и когато някой лъже.